# テトラドラクマ

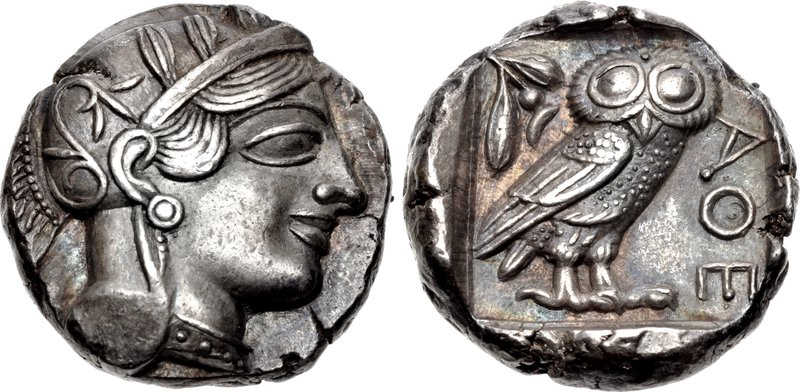
紀元前499年以降の古代アテネのテトラドラクマ貨

テトラドラクマ（Tetradrachm、ギリシア語: τετράδραχμον）は、古代ギリシアの銀貨で4ドラクマの価値があった。紀元前510年から紀元前38年まで広く流通した。
現存するテトラドラクマ貨の多くは、紀元前5世紀中ごろ以降からアテナイで造幣されたものである。この硬貨は古代ギリシア世界での取引に広く使われていた。これには、アテナイと政治的には親しくない都市も含まれる。アテナイは国有の銀山（ラウリオン鉱山、現在のラブリオ）を持っており、そこから銀を得ていた。アテナイのテトラドラクマ貨は表面にアテーナーの頭部が描かれ、裏面にはアテナイのポリスを象徴するフクロウとオリーブの小枝と三日月が描かれていた。このデザインは約2世紀以上に渡って基本的に変化せず、最後にはかなり古臭いスタイルになっていた。通貨の造幣でも競合関係にあったアイギナ島との差別化を図るため、アテナイでは1ドラクマあたり4.3グラムという基準に基づいてテトラドラクマ貨を造幣していた。
アレクサンドロス3世の軍がテトラドラクマ貨を通貨としてヘレニズム世界に広めたため、イランやインドでも通貨として流通するようになった。中東では中世初期まで流通し続けた。
現在では美術的価値の高さから収集の対象となっている。